# Paul Darden
Paul Lawrence Darden Jr. (* 27. Oktober 1968 in New Haven, Connecticut) ist ein professioneller US-amerikanischer Pokerspieler und ehemaliger Rap-Promoter sowie Nachtclub-Besitzer. Er gewann 2001 ein Bracelet bei der World Series of Poker und 2002 das Main Event der World Poker Tour.

## Persönliches
Darden wuchs in New Haven in einfachen Verhältnissen auf. Er brach die High School ab und arbeitete als Rap-Promoter und Nachtclub-Besitzer. Darden ist verheiratet und vierfacher Vater.

## Pokerkarriere
Darden lernte das Spiel als Kind in Hinterzimmern der Poolhalle seines Vaters. Bei einem Trip nach Atlantic City lernte er Phil Ivey kennen, mit dem er sich anfreundete und der ihn anschließend in der Variante No Limit Hold’em coachte. Seine erste Geldplatzierung bei einem renommierten Live-Turnier erzielte Darden im November 2000 bei den World Poker Finals in Mashantucket. Dort belegte er den mit über 20.000 US-Dollar dotierten zweiten Platz in der Variante Seven Card Stud, in der er sich schnell einen Namen machte. Bei der United States Poker Championship in Seven Card Stud, die im Dezember 2000 in Atlantic City gespielt wurde, musste er sich nur Men Nguyen geschlagen geben und erhielt mehr als 80.000 US-Dollar. Im April 2001 war Darden erstmals bei der World Series of Poker im Binion’s Horseshoe in Las Vegas erfolgreich und erzielte zunächst Geldplatzierungen in Seven Card Stud sowie der gemischten Variante S.H.O.E. Anschließend entschied er ein weiteres Turnier in Seven Card Stud für sich und sicherte sich ein Bracelet sowie den Hauptpreis von knapp 150.000 US-Dollar. Mitte April 2002 gewann Darden das New England Poker Classic in Mashantucket mit einer Siegprämie von über 70.000 US-Dollar. In San Francisco setzte sich der Amerikaner im November 2002 beim Main Event der World Poker Tour gegen 151 andere Spieler durch und erhielt den Hauptpreis von 146.000 US-Dollar. Die auf einem Kreuzfahrtschiff gespielte PartyPoker.com Million IV beendete er Ende März 2005 als Fünfter, wofür er sein bisher höchstes Preisgeld von 300.000 US-Dollar erhielt. Mitte Dezember 2005 gewann Darden die FullTilt.net Poker Global Poker Challenge im Palms Casino Resort am Las Vegas Strip, was mit 200.000 US-Dollar prämiert wurde. Seitdem blieben größere Erfolge aus. Seine bis dato letzte Live-Geldplatzierung erzielte Darden im Juni 2017 im Planet Hollywood Resort and Casino am Las Vegas Strip.
Insgesamt hat sich Darden mit Poker bei Live-Turnieren mehr als 2 Millionen US-Dollar erspielt.